# Nibilia
Nibilia is een geslacht van kreeftachtigen uit de klasse van de Malacostraca (hogere kreeftachtigen).

## Soort
- Nibilia antilocapra (Stimpson, 1871)